# Nembrotha yonowae
Nembrotha yonowae là một loài ốc biển trong họ Polyceridae. Loài này được mô tả lần đầu năm 1992.
Loài này được biết đến từ phía tây Ấn Độ-Thái Bình Dương, bao gồm Maldives, Philippines và Indonesia.